# Staffan Helmfrid
Staffan Helmfrid, född den 13 december 1927 i Matteus församling i Stockholm, död den 15 december 2017 i Vallentuna, var en svensk geograf.
Helmfrid disputerade 1962 vid Stockholms universitet. Han blev 1969 professor i kulturgeografi med ekonomisk geografi vid Kulturgeografiska institutionen, Stockholms universitet, och var 1978–1988 rektor för samma universitet. Han invaldes 1981 i Vetenskapsakademien. Han var kabinettskammarherre vid kungliga hovstaterna från 1987. 2010 tilldelades Helmfrid Kungliga Patriotiska Sällskapets Gösta Berg-medalj för sin banbrytande forskning rörande agrarlandskapet och för att ha lyft fram landskapet som kulturarv.

## Uppväxt och utbildning
Staffan Helmfrid växte upp på Dalagatan 51 i Stockholm. Han var den fjärde i en barnaskara av sex pojkar, varav fem nådde vuxen ålder. Föräldrarna, Hartwig Helmfrid och Greta Helmfrid (född Kristiansson) hade endast kort skolgång bakom sig men önskade något annat för sina söner; sedermera kom samtliga fem söner att avsluta högre studier. Faderns taxirörelse försörjde familjen, med tilltagande ekonomiska svårigheter under 1930-talets depression.
Staffan Helmfrid gick fyra år i vardera Gustav Vasas folkskola (1934–1938), Vasa Real (1938–1942) och Norra Real (1942–1946). Kombinationen av mycket goda studieresultat och föräldrarnas knappa ekonomiska förhållanden gjorde honom till mottagare för ett flertal premier och stipendier, varav stipendiet från Gålöstiftelsen var det mest betydelsefulla och finansierade de sista åren på gymnasiet och de första åren vid universitetet.
Staffan Helmfrid studerade vid dåvarande Stockholms högskola; historia, statskunskap, pedagogik samt geografi. Han blev filosofie kandidat 1950, filosofie magister med huvudämnena geografi och historia 1951 och filosofie licentiat 1958.
Sommaren 1951 företog Helmfrid på egen hand en studieresa på kontinenten per cykel. Han besökte geografiska institutionen vid Hamburgs universitet och fick där kontakt med professor Wilhelm Brünger som bjöd honom med på en geografisk exkursion senare samma sommar. Genom Brünger, och senare andra tyska forskare, kom Helmfrid i kontakt med kulturlandskapsforskning som inriktades på att förstå de mänskliga processer som format landskapet, dess genes. Denna inspiration kom att bli formerande för Helmfrids eget avhandlingsarbete och ansatsen ansågs nydanande i en svensk kontext.
Avhandlingsarbetet pågick åren 1952–1962 och det valda undersökningsområdet var Östergötland väster om Stångån (Västanstång). Parallellt med den egna forskningen arbetade Helmfrid som amanuens och senare som biträdande lärare vid geografiska institutet vid Stockholms högskola (senare Geografiska institutionen vid Stockholms universitet).
Vid sidan av studier, undervisning och forskning genomgick Helmfrid under samma period reservofficersutbildningen vid Kungliga Upplands Regemente där han blev fänrik 1952 och löjtnant 1957.
Vid en historisk-geografisk konferens i Nancy 1957 kom Helmfrid att spela en viktig roll genom sina breda språkkunskaper (tyska, franska, engelska) och den medlande roll som han intog mellan forskare från länder, mellan vilka det fanns kvarvarande spänningar efter kriget. Konferensen gav honom således i uppdrag att arrangera den historisk-geografiska sessionen under den geografiska världskongressen i Norden 1960. Därtill blev han, väl hemma i Sverige, anställd av professor Hans W:son Ahlmann som generalsekreterare för hela världskongressen, vilket i praktiken kom att innebära två års heltidsarbete insprängt i arbetet med den egna avhandlingen.
Den historisk-geografiska sessionen som Helmfrid ansvarade för förlades till Vadstenatrakten där han också hade sitt undersökningsområde för avhandlingen.  Resan och symposiet ledde till bildandet av ”The Permanent European Conference for the Study of the Rural Landscape” (PECSRL) som fortsatt hållas på olika platser med 2–3 års mellanrum sedan dess.
Under samma decennium då avhandlingsarbetet pågick bildade Helmfrid familj. 1954 gifte han sig med Antje Helmfrid (född Teichmann). Paret bosatte sig 1956 i Vallentuna norr om Stockholm och fick tre döttrar 1955, 1960 och 1964.

## Forskningsinsatser och akademisk karriär
Staffan Helmfrid hade redan före disputationen skaffat sig ett rykte som framstående geograf med internationell utblick.
Några av de över tid mest refererade uppsatserna skrev Helmfrid under pågående avhandlingsarbete. Exempelvis De geometriska jordebokskartorna - ”Skatteläggningskartor"?, (1959) och The Storskifte, enskifte and laga skifte in Sweden - general features (1961). Båda dessa blev referenstexter för senare svensk agrarlandskapsforskning.
En annan publikation som gjort hans namn känt bland generationer av geografer är kompendiet Europeiska agrarlandskap. En forskningsöversikt. Den gavs ut första gången 1963 och därefter i successivt nya utgåvor och användes i grundkurserna i kulturgeografi under många decennier.
Avhandlingen Östergötland Västanstång. Studien über die ältere Agrarlandschaft und ihre Genese (1962), blev en milstolpe i svensk agrarlandskapsforskning genom sin nydanande, både breda och djupa, ansats med detaljerade morfogenetiska analyser av bebyggelse, odling och hägnadssystem över lång tid. Helmfrid kombinerade härvid analys av 1600-talskartor, kamerala källmaterial, äldre lagtexter, ortnamnsforskning och studier av naturgeografiska förhållanden, exempelvis pollenanalys. Inte minst framväxten av byarna Viby och Väversunda har på detta sätt i detalj analyserats av Helmfrid. Med sin omvittnade entusiasm och kunnighet som föreläsare, exkursionsledare och handledare samt sin för tiden moderna forskningsansats, kom Helmfrid sedermera att inspirera ett stort antal studenter och doktorander att företa historisk-geografiska studier i samma anda.
Disputationen 1962 ledde omgående till docentur och några mycket aktiva forskarår med ett flertal viktiga publikationer. Inom institutionen formerades efter hand en stark agrarlandskapshistorisk forskningsprofil med ett flertal framgångsrika medarbetare och elever.
Förutom det återkommande agrarhistoriska temat handlar Helmfrids publikationer om vitt skilda teman så som exempelvis 1900-talets strukturomvandling inom jordbruket, bruk och missbruk av regionbegreppet, demografisk transition under 1900-talet och arealkonflikter vid tätortstillväxt. Han har även under årens lopp publicerat många exposeer över geografiämnet, varav en av de första var Hundra år av svensk geografi (1977). Helmfrid medförfattade även läroböcker i geografi och samhällskunskap samt engagerade sig för geografiämnets ställning i skolan, ett engagemang som skulle hålla i sig över åren.
1967/68 var Helmfrid gästprofessor i Tyskland vid Philippsuniversität i Marburg.
1969 tillträdde han som professor i kulturgeografi vid Stockholms universitet. En viktig uppgift blev att organisera forskarutbildningen i enlighet med det förändrade regelverket. Helmfrid utvecklade då bland annat en kurs i geografisk kulturlandskapsanalys. Han tog också initiativ till att en del av utbildningen för geografilärare förlades till Östafrika.
Efter hand kom allt mer av Staffan Helmfrids tid att ägnas åt administrativa uppgifter, men den vetenskapliga publiceringen upphörde inte för det. Under perioden 1970–1988 upptar publiceringslistan inte mindre än ett 60-tal titlar. Under samma tid tjänstgjorde Helmfrid som prodekan vid Stockholms universitet 1970–1971, dekan 1971–1974, ordförande i utbildningsnämnden 1970–1973, prorektor 1974–1978 samt slutligen som rektor för samma universitet 1978–1988.
Helmfrid verkade som rektor vid Stockholms universitet under en ganska turbulent tioårsperiod. Under rektorstiden publicerade han ett antal artiklar om universitetens och forskningens villkor. En tillbakablick över rektorstiden har fångats på film år 2004.
Helmfrids sista stora uppdrag före pensioneringen var som vetenskaplig huvudredaktör för Sveriges Nationalatlas, ett uppslagsverk om Sverige i 17 band, åren 1988–1996. Han var också själv redaktör för två av banden (Sveriges Geografi samt Kulturlandskapet och bebyggelsen) och författare till många texter i och om Nationalatlasen.
Under 1990-talet anlitades Helmfrid att författa texter till flera uppslagsverk, bland annat uppslagsordet ”Sweden” i Encyclopaedia Britannica, 1992. Till Nationalencyklopedin skrev han texter till ett trettiotal uppslagsord, främst förklaringar av geografiskhistoriska begrepp men även personbeskrivningar. Till Norrländsk uppslagsbok skrev han texter till en dryg handfull personnamn. Han var även vetenskaplig huvudredaktör för uppslagsverket Respons under samma tid.
Under åren före och efter pensioneringen fortsatte Helmfrid att skriva artiklar inom historiskgeografiska teman, ofta som bidrag till internationella konferenser. Bland annat skrev han ett antal artiklar om den svenska närvaron i Pommern under 1600-talet samt tillbakablickar över agrarlandskapets och agrarlandskapsforskningens utveckling under 1900-talet men också Stockholmshistoria, exempelvis om Stockholms gamla ”quartier latin".
Under de sista tjugo åren kom Helmfrids publicering att inrikta sig allt mer på hembygden i Vallentuna. Här bör nämnas boken Anckarströms Lindö – ett Vallentunagods och dess ägare på 1700-talet, som berättar historien om den mindre kände fadern till kungamördaren, Jacob Johan Anckarström den äldre, entreprenör i 1700-talets Vallentuna, men också en uppsjö av artiklar i snart sagt varje nummer av Vallentuna förr och nu.

## Ledamotskap och hedersbetygelser
Staffan Helmfrid var ledamot, eller hedersledamot, av inte mindre än 18 akademier eller lärda sällskap, varav följande kan nämnas: Kungliga Vitterhets Historie och Antikvitets Akademien 1978, dess sekreterare 1993–1998, Kungliga Vetenskapsakademien 1981, dess vice preses 1988–1991, Kungliga Humanistiska Vetenskapssamfundet i Lund 1986, Kungliga Patriotiska Sällskapet 1987 (han fick dess Gösta Berg-medalj 2010), Sällskapet De 17 år 1987, Academia Europaea, London 1993, Kungliga Skytteanska Samfundet, Umeå, 1995, Honorary Corresponding Member, Royal Geographic Society 1995.
Ett stort utrymme i Staffans hjärta hade Svenska Sällskapet för Antropologi och Geografi. Han lade ner mycket arbete som ordförande och vice ordförande för denna organisation under åren 1965–1990. Han var redaktör för Sällskapets tidskrifter YMER (1956–1964) och dess internationella tidskrift Geografiska Annaler, Series B, Human Geography 1965–1978. När det gäller insatser för geografiämnet kan också nämnas hans engagemang inom Svenska nationalkommittén för geografi under flera år på 1960- och 1980-talen.

### Medaljer och belöningar
Helmfrid fick ett drygt tiotal medaljer och utmärkelser bland annat: Kungamedaljen i 12:e storleken i serafimerordens band 1988. Han var därutöver en av de sista svenskar som fick Nordstjärneorden 1973. En geografisk utmärkelse i form av Johan August Wahlbergs medalj i silver fick han 1997, bland annat som erkänsla för sitt långa redaktörskap för tidskrifterna Geografiska Annaler och YMER. År 1988 erhöll han Grosses Kreuz mit Stern, Verdienstorden der Bundesrepublik Deutschland.
- Kommendör med stjärna av Norska förtjänstorden (1 juli 1992)[25]

## Övriga uppdrag med akademisk eller kulturell anknytning
Helmfrid var under sin aktiva tid ledamot av åtskilliga styrelser och nämnder med vetenskapliga eller kulturella uppgifter, till exempel:
Expert i 1963 års forskningsberedning 1963–1967, Ledamot i rådgivande arbetsgruppen för fysisk riksplanering i Bostadsdepartementet 1975–1976, Ordförande i nämnden för Bergianska Botaniska Trädgården 1978–1988, Ledamot av Stiftelsen Skansen 1980–1994, Vice ordförande för organisationskommittén för Gotlands högskola 1997–1998, Ledamot av HSFR (Humanistisk-samhällsvetenskapliga forskningsrådet) 1988–1992, Ordförande i Riksbankens Jubileumsfond 1980–1986, Ledamot av Fulbrightkommissionen 1980–1986, Ordförande i stiftelsen Lars Hiertas minne 1983–1994, Ordförande i ICSU:s Standing Committee for Free Cirkulation for Scientists 1991–1996, Expert i CCFU – Europarådets Standing Committee for University Problems 1983–1988 samt 1992, Ordförande i KVHAA:s och KVA:s kommitté för mänskliga rättigheter 1995–1999, Ordförande i HSFR:s internationella expertgrupp för utvärdering av kulturgeografisk forskning i Sverige 1996–1998. Ordförande i Samfundet S:t Erik 1980-1994. 
En uppgift som låg honom särskilt varmt om hjärtat var ordförandeskapet i Stiftelsen Observatoriekullen i Stockholm 1985–1999 som arbetade hårt med ideella krafter och privata donationer för att skapa ett vetenskapshistoriskt museum i  Stockholms gamla observatorium. Museet stod klart 1991 och 1999 överlämnade stiftelsen det till Vetenskapsakademien som dock av besparingsskäl lade ner det år 2014. (2018 förvärvade Stockholms stad fastigheten och avser fortsätta driva museet under namnet Vetenskapens hus.) Staffan Helmfrid har skrivit om åren 1934–1985 då Geografiska institutionen var inhyst i lokalerna.
Helmfrid tjänstgjorde även vid det svenska hovet som kabinettskammarherre 1987–1997 samt som ledamot av HM Konungens råd för mark- och byggnadsfrågor 1991–2002. Han var sekreterare i Konung Gustav Adolfs fond för svensk kultur 1992–2002.
Utöver ovan nämnda uppdrag hade han under åren ett hundratal åtaganden, som kom att beröra många olika verksamhetsfält, också långt utöver universitetsvärlden.